# Cantón de Auterive
El cantón de Aurignac era una división administrativa francesa que estaba situada en el departamento de Alto Garona y la región de Mediodía-Pirineos.

## Composición
El cantón estaba formado por diecinueve comunas:
- Alan
- Aulon
- Aurignac
- Bachas
- Benque
- Boussan
- Bouzin
- Cassagnabère-Tournas
- Cazeneuve-Montaut
- Eoux
- Esparron
- Latoue
- Montoulieu-Saint-Bernard
- Peyrissas
- Peyrouzet
- Saint-André
- Samouillan
- Terrebasse

## Supresión del cantón de Aurignac
En aplicación del Decreto n.º 2014-152 de 13 de febrero de 2014, el cantón de Aurignac fue suprimido el 22 de marzo de 2015 y sus 20 comunas pasaron a formar parte del nuevo cantón de Cazères.